# Pidkuiceansk, Svatove
Pidkuiceansk (în ucraineană Підкуйчанськ) este un sat în comuna Kuzemivka din raionul Svatove, regiunea Luhansk, Ucraina.

## Demografie
Componența lingvistică a localității Pidkuiceansk
     Ucraineană (95%)
     Rusă (5%)
Conform recensământului din 2001, majoritatea populației localității Pidkuiceansk era vorbitoare de ucraineană (95%), existând în minoritate și vorbitori de rusă (5%).